# 포항해양경찰서
포항해양경찰서(浦項海洋警察署, Pohang Coast Guard)는 경북 동해안 일부 지역의 해상경비, 해양안전 관리, 해상치안질서 유지, 해양오염 방지 등의 업무를 수행하기 위하여 설립된 해양경찰청 동해지방해양경찰청 소속의 특별지방행정기관으로 포항해양경찰서장은 총경(4급 상당)으로 보한다. 경상북도 포항시 북구 소티재로 151번길 21(우현동 산 58-1)에 위치하고 있다.

## 관할 구역
- 포항시 및 경주시 연장선과 배타적경제수역을 연결한 내측해역

## 조직
| - 기획운영과 - 기획운영계 - 청문감사계 - 경리계 - 경비구조과 - 경비구조과 - 종합상황실 - 해경구조대 | - 장비관리과 - 정비계 - 보급계 - 정보통신계 - IT관제실 - 보안실 - 통신망관리실 | - 해양안전과 - 안전관리계 - 교통레저계 - 수사과 - 수사계 - 형사계 - 지능수사계 | - 정보과 - 정보계 - 외사계 - 보안계 - 해양오염방제과 - 방제계 - 예방지도계 |

## 관할 파출소
포항해양경찰서는 5개 파출소를 관할하고 있다.
| 명칭         | 주소                                 | 출장소       |
| ------------ | ------------------------------------ | ------------ |
| 영일만파출소 | 포항시 북구 흥해읍 영일항만로 117    | 이가리출장소 |
| 포항파출소   | 포항시 북구 해동로 278               | 형산강출장소 |
| 구룡포파출소 | 포항시 남구 구룡포읍 호미로 210      | 양포출장소   |
| 호미곶파출소 | 포항시 남구 호미곶면 호미곶길 155-22 | 발산출장소   |
| 감포파출소   | 경주시 감포읍 감포항구길 71          | 읍천출장소   |

## 보유 함정
| - 1510함(제민10호) - 1003함(한강3호) - 1008함(한강8호) - 520함 - 306함 - 309함 | - 105정 - 108정 - 118정 - P-11정 - P-65정 - P-93정 | - P-116정 - 방제6호정 - 방제S-09호정 |  |